# Avdíivka
Avdíivka o Avdivka (en ucraniano: Авдіївка, romanizado: Avdíivka; en ruso: Авдеевка, romanizado: Avdéyevka) es una ciudad ucraniana perteneciente al óblast de Donetsk. Situada en el este del país, es parte del raión de Pokrovsk y centro del municipio (hromada) homónimo.
Durante la invasión rusa de Ucrania, los intensos combates provocaron que la ciudad quedara en gran parte destruida y la mayor parte de su población huyera. El 17 de febrero de 2024 la ciudad fue capturada por las fuerzas rusas después de que las tropas ucranianas se retiraran para evitar el cerco.

## Geografía
Avidíivka se sitúa a orillas del río Kámenka, afluente del río Krivi Torets, 15 km al norte de Donetsk.

## Historia

### Origen
La presencia de pueblos nómadas en la zona de Avdíivka se remonta al menos al periodo del siglo IX al XIII, como lo demuestra una escultura de piedra descubierta en un montículo.
El primer asentamiento en el territorio de la ciudad moderna se fundó alrededor de 1770 por siervos fugitivos de las gobernaciones de Kursk, Vorónezh y Poltava. En 1778, por orden del gobernador de Nueva Rusia, la nueva aldea pasó a ser propiedad del Estado. El modo de vida de los primeros colonos de Avdíivka era la agricultura, principalmente de cereales. La tierra fértil atrajo a más colonos con el tiempo, y Avdíivka estaba ubicada cerca de una ruta postal que conectaba Mariúpol y Bajmut. A finales del siglo XIX se construyó el ferrocarril del Dombás y se hizo una estación de tren en Avdíivka, lo que impulsó un mayor desarrollo del pueblo.

### SigloXX
En 1900 se construyó una fábrica de ladrillos en el pueblo. La fábrica amplió su producción para incluir azulejos en 1905.
En abril de 1920, durante la guerra civil rusa, un destacamento del Ejército Negro atacó la estación de tren de Avdivka, donde destruyó propiedades ferroviarias y aparatos telefónicos. En noviembre de 1920, Néstor Majnó ordenó al destacamento de Fedir Shchus ocupar Avdivka y las aldeas cercanas.
Entre 1923 y 1931, Avdivka sirvió como centro administrativo de raión de Avdivka del ókrug de Stalino. Sirvió nuevamente como centro del raión de Avdivka a partir de 1938. 
Durante la Segunda Guerra Mundial, Avdivka fue ocupada por la Alemania nazi entre el 21 de octubre de 1941 y el 8 de septiembre de 1943, cuando fue liberada por destacamentos de la 40 División de Fusileros y la 127 División de Fusileros del Ejército Rojo.
Avdivka recibió el estatus de ciudad en 1956. En octubre de 1959 comenzó la construcción de la planta de coque de Avdivka. La planta entró en funcionamiento el 30 de noviembre de 1963. Se convirtió en el mayor productor de coque químico de Ucrania. También en 1963, Avdivka fue retirada nuevamente del raión de Avdivka, para convertirse brevemente en una ciudad de importancia regional. Desde 1965 se incluyó como parte del raión de Yasinuvata hasta 1990, cuando volvió a ser una ciudad de importancia óblast.

### SigloXXI
A partir de mediados de abril de 2014, los separatistas prorrusos capturaron varias ciudades en el óblast de Donetsk, incluyendo Avdivka. Según informes, el 21 de julio de 2014, las fuerzas ucranianas aseguraron la ciudad de los separatistas. Las fuerzas ucranianas mantuvieron el control de Avdivka, que se convirtió en una ciudad de primera línea y fue bombardeada con frecuencia. Según la OSCE, el área entre Avdivka y la vecina Yasinuvata, controlada por los separatistas prorrusos, es uno de los puntos críticos de la guerra del Dombás.
En marzo de 2016, el ejército ucraniano instaló sus fortificaciones en la zona industrial de la ciudad, hasta entonces una zona de amortiguamiento entre los territorios controlados por la autoproclamada República Popular de Donetsk y el territorio controlado por el gobierno en la parte oriental de Avdivka. Esto significó que los separatistas prorrusos ya no tenían el control total de la carretera que conectaba Donetsk y Jórlivka (dos ciudades importantes bajo su control), y que les resultó todavía más difícil disparar contra Avdivka incluso con la prohibición de armas de Minsk II. Después de marzo de 2016, la lucha por la "zona industrial" de Avdiivka se intensificó enormemente. En 2017, la ciudad se vio envuelta en una batalla del 29 de enero al 4 de febrero, que la dejó sin electricidad ni calefacción durante varios días. Durante la parte más violenta de los combates, la población se redujo a sólo 5000 habitantes. Sin embargo, cuando los combates disminuyeron, la gente regresó a Avdivka (el New York Times estimó que entre 20 000 y 34 000 personas todavía vivían en Avdiivka en 2018).
Como parte de la invasión rusa de Ucrania que comenzó en 2022, las fuerzas rusas dispararon cohetes hacia Avdivka, sobre todo la planta de coque de la ciudad. El 24 de octubre de 2023, BBC News informó que "poco más de 1000" personas, o el 3 % de la población de la ciudad antes de la guerra, todavía vivían en Avdivka.
El 22 de febrero de 2023, el gobernador del óblast de Donetsk, Pavlo Kirilenko, declaró que Avdivka estaba casi completamente destruida. En marzo, las tropas rusas intentaban rodear la ciudad y al mismo tiempo capturar a Bajmut. A partir del 14 de octubre de 2023, Rusia realizó un esfuerzo general para intentar rodear la ciudad una vez más, con un éxito muy limitado y grandes pérdidas de soldados, blindados y otros activos importantes.
Tras una serie de avances progresivos rusos iniciados meses antes, el 17 de febrero de 2024 el comandante en jefe ucraniano Oleksander Syrskyi dio la orden a los soldados de retirarse de la ciudad para evitar quedar embolsados.

## Demografía
La evolución de la población de Avdivka entre 1908 y 2022 fue la siguiente:
| 2153                                                          | 5475 | 5084 | 17 288 | 18 206 | 29 181 | 34 795 | 39 833 | 37 210 | 36 407 | 35 128 | 32 531 | 31 392 |
| (Fuente: Cities & Towns of Ukraine y UKRAINE: Größere Städte) |      |      |        |        |        |        |        |        |        |        |        |        |

Según el censo de 2001, el 63,5 % de la población son ucranianos, y el 33,7 % son rusos. En cuanto al idioma, la lengua materna de la mayoría de los habitantes, el 87,17 %, es el ruso; del 12,51 % es el ucraniano.

## Economía
El 70 % de la población económicamente activa trabaja en la industria. Posee la planta de producción de coque más grande de Europa. También tiene acerías, fábricas de materiales de construcción, cerámica, tejidos y mercería.

## Infraestructura

### Transporte
Por Avdivka pasa la carretera territorial T-0505 (Avdivka-Donetsk) y la carretera de importancia regional O0542 (Yasinuvata-Zhelanne). También al sur de Avdivka, se encuentra la autopista M04 de importancia internacional. Un elemento importante de la infraestructura de transporte de la ciudad es el cruce ferroviario que conecta el pueblo de Khimik con la parte oriental de la ciudad. 

## Personas destacadas
- Lev Shestakov (1915-1944): aviador soviético, combatiente en la Segunda Guerra Mundial y la guerra civil española.
- Alexander Novak (1971): político ruso que desde el 10 de noviembre de 2020 ocupa el cargo de vice primer ministro de Rusia.

## Galería

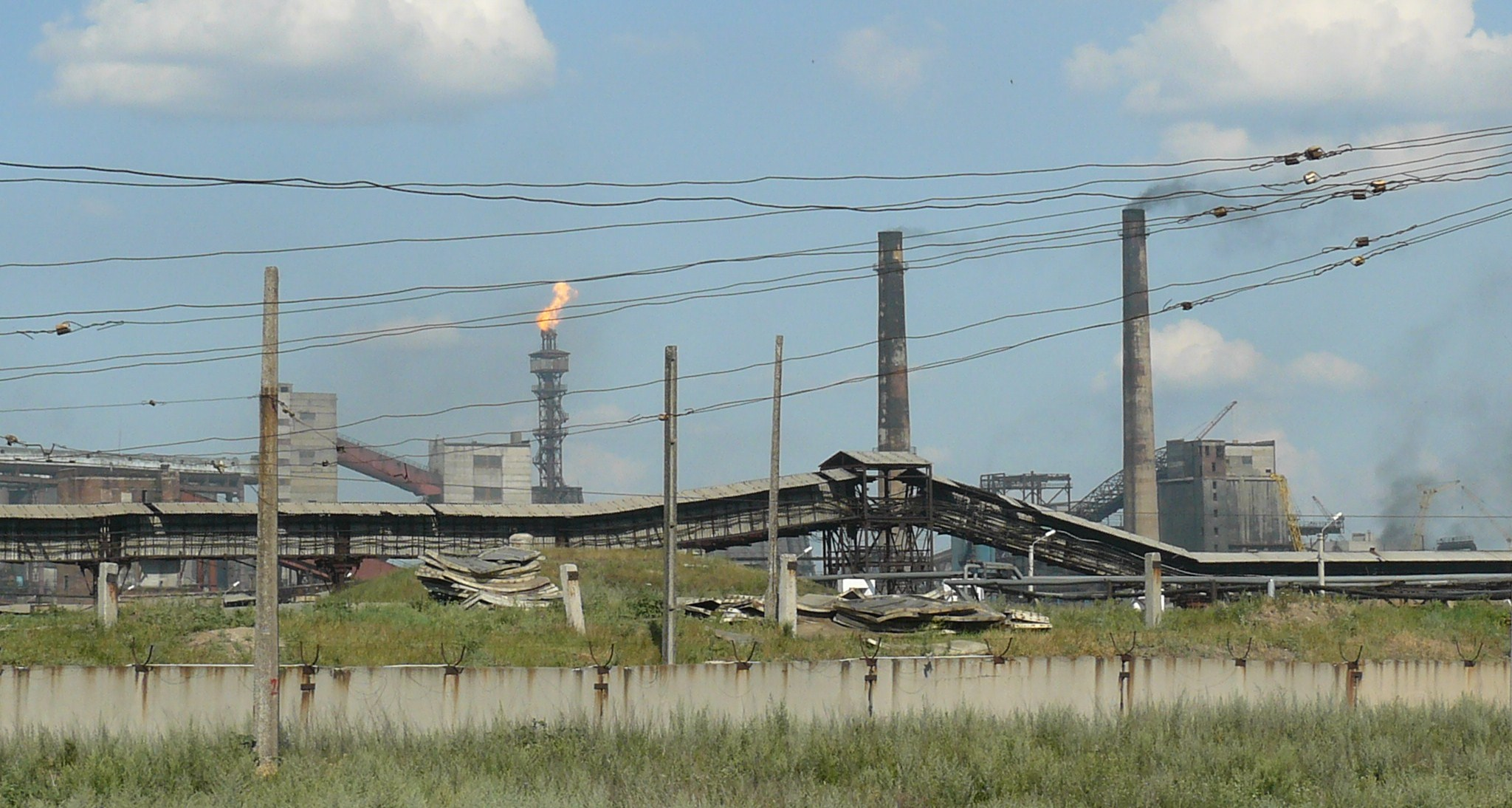
Planta de coque de Avdivka
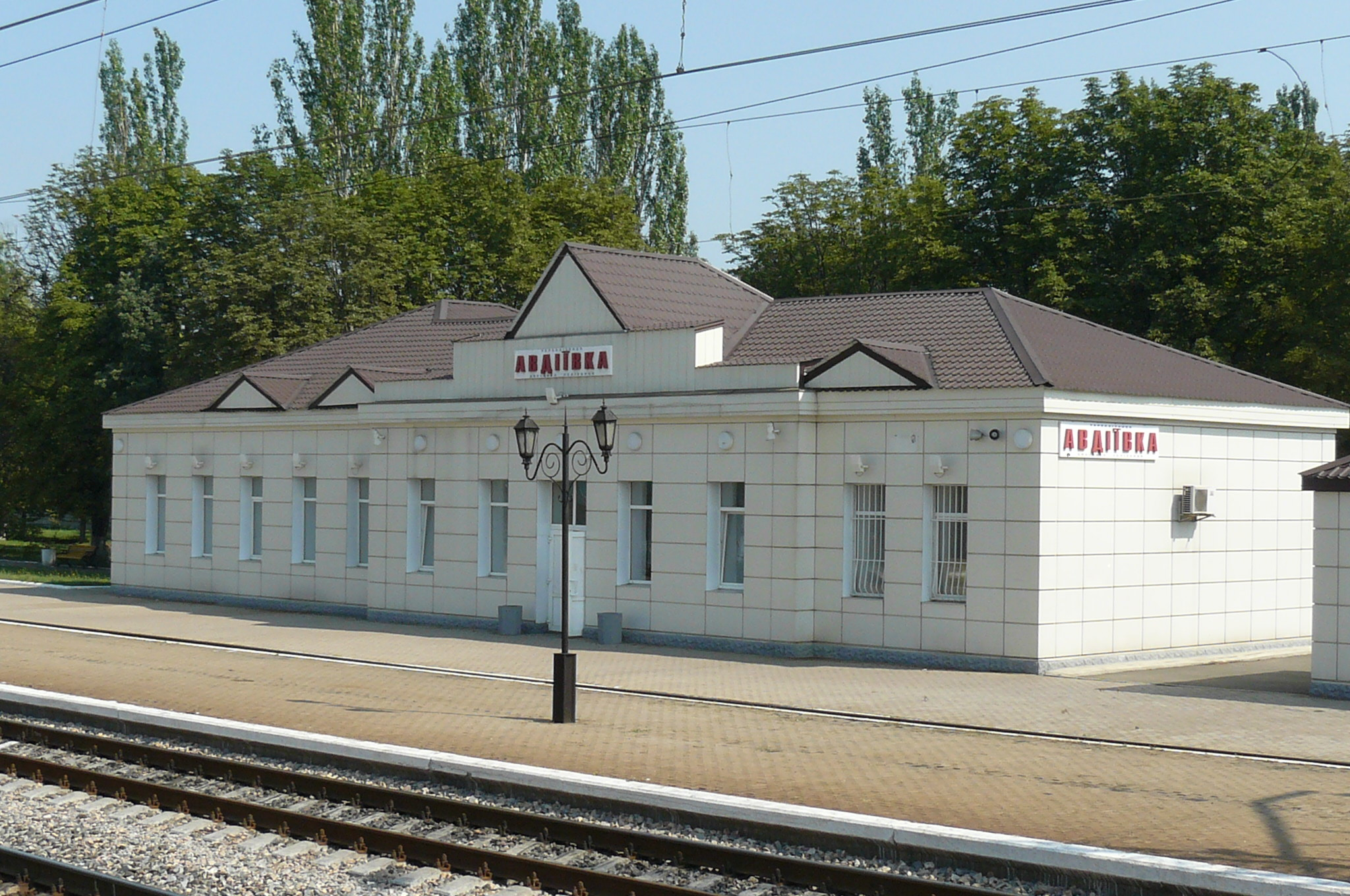
Estación de trenes de Avdivka
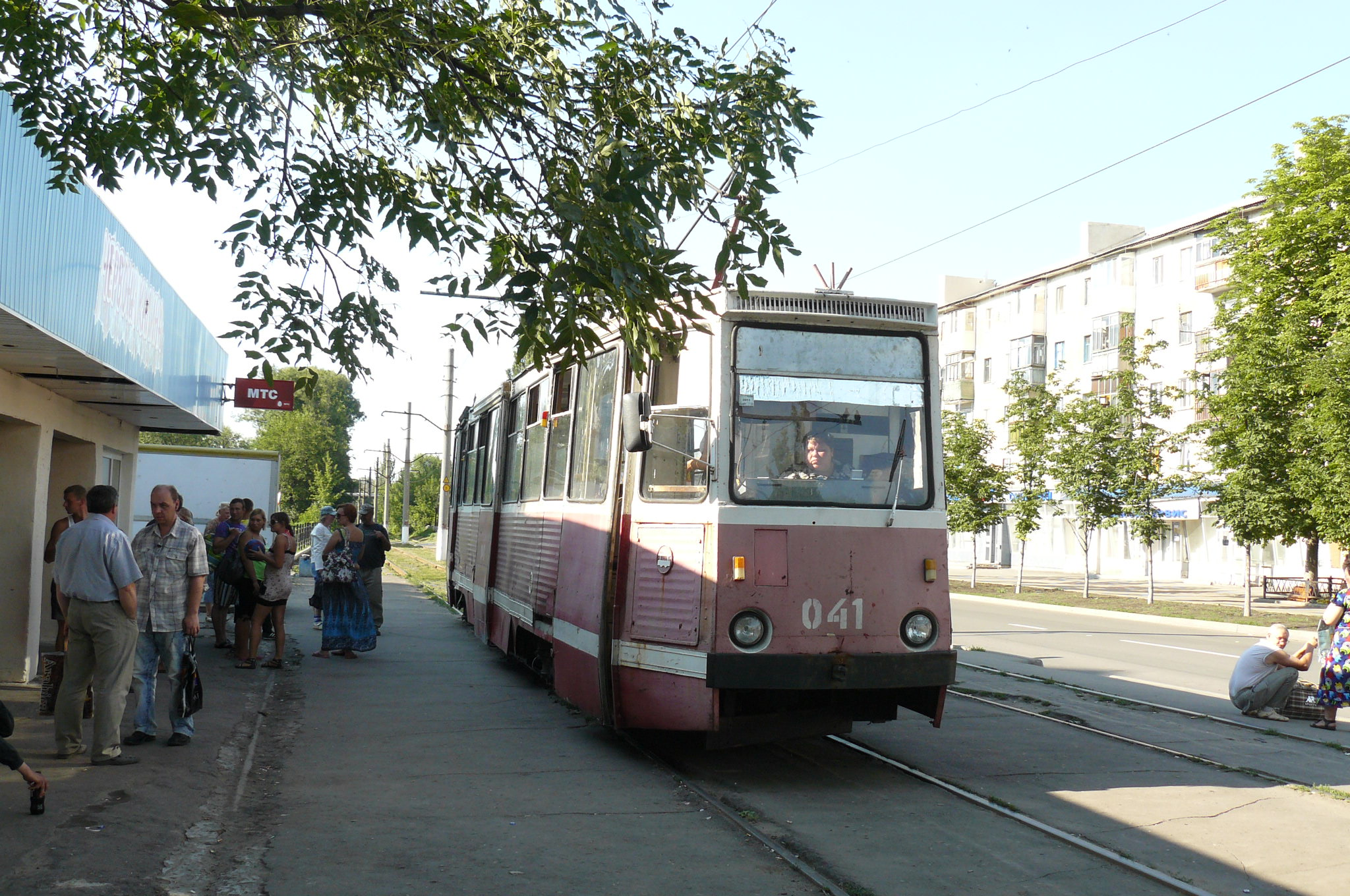
Tranvía en Avdivka
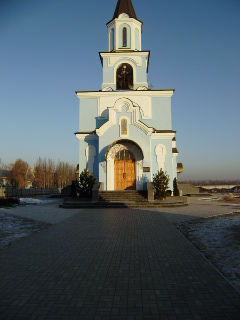
Iglesia de Santa María Magdalena